# 图丹卡
图丹卡，是西班牙坎塔布里亚的一个市镇。总面积52平方公里，总人口239人（2001年），人口密度5人/平方公里。